# Jabłuniwka (obwód wołyński)
Jabłuniwka (ukr. Яблунівка) – wieś na Ukrainie, w obwodzie wołyńskim, w rejonie rożyszczeńskim.
Pod koniec XIX w. wieś w powiecie łuckim, w gminie Szczurzyn.
W latach 60. XX wieku zmieniono nazwę wsi Stanisławówka (ukr. Станіславівка, Stanisławiwka) na Jabłuniwka.